# Soneto 17
| «» Soneto 17 |
| --- |
| Who will believe my verse in time to come, If it were fill'd with your most high deserts? Though yet heaven knows it is but as a tomb Which hides your life, and shows not half your parts. If I could write the beauty of your eyes, And in fresh numbers number all your graces, The age to come would say 'This poet lies; Such heavenly touches ne'er touch'd earthly faces.' So should my papers, yellow'd with their age, Be scorn'd, like old men of less truth than tongue, And your true rights be term'd a poet's rage And stretched metre of an antique song: But were some child of yours alive that time, You should live twice, in it, and in my rhyme. |
| –William Shakespeare |

Soneto 17 é um dos 154 sonetos de William Shakespeare. É o último de seus "sonetos de procriação", aqueles em que ele insiste que o jovem destinatário tenha um filho.

## Sinopse
Shakespeare insiste que suas comparações, mesmo que não sejam tão fortes, não são exageros. Shakespeare vai mais longe ao dizer que seu verso é um "túmulo" que esconde a metade de sua beleza. Shakespeare argumenta que as descrições de fato, não são fortes o suficiente, e eles não fazem justiça à beleza do homem. ("Se eu pudesse escrever a beleza dos seus olhos,/"). O soneto termina com uma noção comum que o jovem deve ter um filho, ele deve viver tanto na criança e no verso do poeta.
Tal como no Soneto 130, Shakespeare mostra-se novamente para ser completamente consciente e hesitante em termos de extravagância e proclamações floridas de beleza. Sua exposição radiante de juros é defendido por muitos como um sinal da homossexualidade em Shakespeare (Ver Sexualidade de William Shakespeare).

## Traduções
Na tradução de Thereza Christina Roque da Motta,
Quem crerá em meu verso no futuro,
Se for tomado por teu completo abandono?
E Deus sabe que tua vida se transformou em tumba,
Sem deixar entrever sequer a metade de teu ser.
Se eu pudesse descrever a beleza de teus olhos,
E enumerar infinitamente todos os teus dons,
O futuro diria, este poeta mente,
Tanta graça divina jamais existiu em um ser.
Podem os papéis amarelados em que escrevo
Serem desprezados como velhos falastrões,
E tuas verdades poriam fim à ira deste poeta,
E prolongariam o som de uma antiga canção:
Mas, se um filho teu vivesse, então,
Viverias duas vezes – nele e em meu canto.